# Economia partecipativa
L'economia partecipativa (in inglese participatory economics, spesso abbreviata in parecon) è un sistema economico proposto dall'attivista e teorico politico Michael Albert e dall'economista radicale Robin Hahnel. Essa utilizza il processo decisionale partecipativo come meccanismo economico che guida la produzione, il consumo e l'allocazione di risorse in una data società. Proposta come un'alternativa alle contemporanee economie di mercato capitaliste ed anche al socialismo centralmente pianificato o coordinatorismo, essa è descritta come una “visione economica anarchica”  e potrebbe essere considerata una forma di socialismo, poiché nell'economia partecipativa i mezzi di produzione sono posseduti dai lavoratori.
L'economia partecipativa cerca di implementare i seguenti valori: equità, solidarietà, diversità, autogestione dei lavoratori ed efficienza. Essa si propone di raggiungere questi fini principalmente attraverso i seguenti principi ed istituzioni:
- consigli dei lavoratori e consigli dei consumatori che utilizzano metodi di autogestione per prendere le decisioni
- combinazioni bilanciate di mansioni
- remunerazione in base all'impegno e al sacrificio
- pianificazione partecipativa

Albert ed Hahnel sottolineano che la parecon deve essere accompagnata da visioni alternative ugualmente importanti nei campi della politica, della cultura e della famiglia. Gli autori hanno anche discusso elementi di anarchia nel campo della politica, di policulturalismo nel campo della cultura e femminismo nel campo della famiglia e delle relazioni di genere come possibili fondamenti per visioni alternative future in queste altre sfere della società. Stephen R. Shalom ha iniziato a lavorare su una visione di politica partecipativa che egli chiama ”parpolity”.